# Hutchinson (Minnesota)
Hutchinson – miasto w Stanach Zjednoczonych, w stanie Minnesota, w hrabstwie McLeod.